# Luciano Rezzolla
Luciano Rezzolla (* 1967 in Mailand) ist ein italienischer Astrophysiker und Hochschullehrer an der Goethe-Universität Frankfurt am Main.

## Werdegang
Rezzolla studierte Physik an den Universitäten von Bari und Triest, war ein Jahr Offizier auf einem Unterseeboot der italienischen Marine und studierte dann weiter am SISSA in Triest, an dem er 1997 bei John C. Miller promoviert wurde. Als Post-Doktorand war er an der University of Illinois at Urbana-Champaign und war danach wieder am SISSA, wo er Professor wurde. Er war ab 2006 Leiter der Abteilung Numerische Relativität am Max-Planck-Institut für Gravitationsphysik bei Potsdam und ist seit 2013 Professor für theoretische Astrophysik an der Goethe-Universität Frankfurt am Main. Dort ist er auch Direktor des Instituts für Theoretische Physik.

## Werk
Rezzolla untersucht kompakte Objekte wie Schwarze Löcher und Neutronensterne im Rahmen der allgemeinen Relativitätstheorie und relativistischen Hydrodynamik und Magnetohydrodynamik mit analytischen und numerischen Methoden. Für die Vergleiche mit den Beobachtungen des supermassiven Schwarzen Lochs in M 87 durch das Event Horizon Telescope (EHT, die Beobachtungen von 2017 wurden im April 2019 vorgestellt) unternahm er Computersimulationen der sich ergebenen Bilder des Schwarzen Lochs, die durch die Raumzeitkrümmung der starken Gravitationsfelder des Schwarzen Lochs stark verzerrt sind. Rezzola untersucht nicht nur Szenarien mit Schwarzen Löchern, sondern auch mit hypothetischen Strukturen wie Bosonensternen, Wurmlöchern und nackten Singularitäten. Zum Beispiel schloss er aus, dass die 2016 veröffentlichte Beobachtung von Gravitationswellen aus der Kollision Schwarzer Löcher alternativ durch Gravastars beschrieben werden kann. Gravastars sind hypothetische Blasen von falschem Vakuum. Er schloss auch aus, dass die Beobachtung des Schwarzen Lochs in M 86 durch das EHT von Wurmlöchern oder nackten Singularitäten stammt. Ebenso war er an der Analyse der EHT-Daten für das Schwarze Loch im Zentrum der Milchstraße (Sagittarius A*), dessen Ergebnisse im Mai 2022 vorgestellt wurden, wesentlich durch Computersimulationen verschiedener Szenarien (wegen der höheren Dynamik bei Sagittarius A* viel schwieriger als M87 zu analysieren und stark von Computersimulationen abhängig). Auch hier konnte er mit Kollegen alternative Erklärungen wie Wurmlöcher, nackte Singularitäten oder Gravasterne ausschließen.
2001 zeigte er, dass die r-Mode genannte Instabilität eines Neutronensterns differentielle Rotation zur Folge hat, was das magnetische Feld verstärkt und die Instabilität unterdrückt. 2003 schlug er ein neues Modell hochfrequenter quasiperiodischer Oszillationen (QPO) im Röntgenspektrum von Binärsystemen vor als Schwingungen der Akkretionsscheibe eines Schwarzen Lochs. 2011 zeigte er mit Kollegen, dass sich aus der Fusion magnetisierter Neutronensterne ein Schwarzes Loch mit magnetisierter Akkretionsscheibe ergibt, die einen hochenergetischen Jet erzeugt und eine Erklärung für kurze Gammablitze liefert. 2013 schlug er mit Heino Falcke von ihnen so genannte Blitzars als Erklärung von Fast Radio Bursts vor. Dabei verliert ein Neutronenstern, der eigentlich zu viel Masse besitzt um stabil zu sein (supramassiv), Drehimpuls und sein magnetisches Feld, wird instabil und kollabiert zum Schwarzen Loch.

## Auszeichnungen und Mitgliedschaften
- 2014 erhielt er zusammen mit den Radioastronomen Heino Falcke und Michael Kramer einen Synergy Grant des ERC zum Studium Schwarzer Löcher.
- Er ist im Rat (Collaboration Board) des Event Horizon Telescope.
- 2015–18 und seit 2020 Senior Fellow am Frankfurt Institute for Advanced Studies(FIAS)[7]
- 2019 (bis heute) Andrews Professor of Astronomy am Trinity College Dublin
- 2022 Carl Wilhelm Fueck-Laureatus-Professur[8]
- 2022 ernannt zum Fellow der International Society on General Relativity and Gravitation[9]

## Privates
Rezzolla ist passionierter Segler.

## Schriften
- mit Olindo Zanotti: Relativistic Hydrodynamics. Oxford University Press 2013, ISBN 978-0-19-852890-6
- Die unwiderstehliche Anziehung der Schwerkraft. Eine Entdeckungsreise zu den schwarzen Löchern. Verlag C. H. Beck, München 2021, ISBN 978-3-406-77520-8